# Pontassieve
Pontassieve – miejscowość i gmina we Włoszech, w regionie Toskania, w prowincji Florencja.
Według danych na rok 2004 gminę zamieszkiwały 20 563 osoby, 180,4 os./km².

## Miasta partnerskie
- Griesheim
- Saint-Genis-Laval
- Tifariti
- Znojmo